# Siculo-Arabisch kistje (Maastricht)
Het Siculo-Arabisch kistje is een middeleeuws product van ivoorsnijwerk, dat zich in de Schatkamer van de Sint-Servaasbasiliek in Maastricht bevindt (objectnr. SSS.0948). Het schrijn is opgebouwd uit ivoren plaatjes, die versierd zijn met arabesken en afbeeldingen van dieren en mensen. Het kunstvoorwerp is waarschijnlijk in de elfde eeuw geproduceerd in Zuid-Italië, vermoedelijk Sicilië, in de voor die tijd en regio typerende  Siculo-Arabische (tot circa 1080) of Arabisch-Normandische stijl (na 1080).

## Geschiedenis
Over de ontstaansgeschiedenis van het kistje en de eerste acht eeuwen na het ontstaan ervan is vrijwel niets bekend. Vermoed wordt dat het voorwerp tot stand kwam in een gebied in Zuid-Europa, dat onder Arabisch-islamitische invloed stond of had gestaan, bijvoorbeeld Sicilië ten tijde van of kort na het emiraat Sicilië, Zuid-Italië (Salerno, Bari) of Zuid-Spanje (Al-Andalus). Een datering in de elfde eeuw lijkt de meest waarschijnlijke, alhoewel soortgelijke voorwerpen ook in de twaalfde eeuw te dateren zijn (zie Kunsthistorische vergelijking).
Vermoedelijk is het voorwerp op zeker moment terechtgekomen in de kerkschat van de Sint-Servaaskerk in Maastricht. Dat dachten althans Franz Bock en Michaël Willemsen, die in 1872 als eersten een beschrijving gaven van het schrijntje. Over die eerste periode in de Sint-Servaaskerk is niets met zekerheid bekend, maar het ligt voor de hand dat het in gebruik was als reliekschrijn. Het kistje staat niet afgebeeld op de diverse toningsformulieren, die het Sint-Servaaskapittel liet drukken om aan pelgrims mee te geven en waarop de voornaamste relikwieën en kerkschatten stonden afgebeeld.
In diverse door schatbewaarders van de Sint-Servaaskerk opgestelde inventarislijsten worden ivoren reliekhouders vermeld, maar daarvan bezat de kerk er meerdere, die voor een deel nog aanwezig zijn in de schatkamer. Een mogelijke 'kandidaat' is een in 1677 vermeld ivoren schrijntje ("cistula eburnea"), waarin relieken van de vroegchristelijke martelaren Marcellinus en Petrus werden bewaard. In de Franse Tijd (1794-1814) leed de schatkamer grote verliezen, eerst door de vele door de Fransen aan het kapittel opgelegde oorlogsbelastingen, waartoe een groot deel van het kerkzilver werd omgesmolten; later door de gedwongen opheffing van het kapittel en de confiscatie van haar bezittingen. Gelukkig wisten de kanunniken een deel van de kerkschat in veiligheid te brengen. Na de heringebruikname van de kapittelkerk in 1804, nu als parochiekerk, werden de meeste in bewaring gegeven voorwerpen uit de kerkschat teruggeven.
| |  |  |
| Links: ongedateerde tekening met notitie van Philippe van Gulpen (1792–1862). Rechts: pagina uit de beschrijving van Bock & Willemsen (1872) |  |  |

Blijkbaar gebeurde dat niet met het ivoren schrijn, dat volgens Bock en Willemsen in de negentiende eeuw in bezit was van mr. Alexander Clement Hubert baron Michiels van Verduynen (1802-1869), raadsheer bij de Rechtbank in Maastricht. Dit wordt bevestigd door de Maastrichtse tekenaar en amateurhistoricus Philippe van Gulpen (1792–1862), die op een tekening van het kistje de volgende aantekening maakte: "Reliquaire en Ivoire Dans le Genre Arabe, autrefois a St.Servais maintenant a M. le baron Michiels de verduyne" (ivoren reliekhouder in Arabische stijl, voorheen in de Sint-Servaaskerk, tegenwoordig van baron Michiels van Verduynen). Blijkbaar was ook Van Gulpen van mening dat het kistje uit de kerkschat van de Sint-Servaaskerk afkomstig was. De drie erfgenamen van de baron, twee zussen en waarschijnlijk een ongehuwde dochter of nicht, schonken het kistje na diens dood aan de Sint-Servaaskerk. Kort daarna, omstreeks 1872, is het kistje voorzien van nieuw metaalbeslag, zoals ook te zien is op de foto uit 1912 hieronder. De tekeningen van Van Gulpen (vóór 1862) en in de catalogus van Bock en Willemsen (1872), beide hiernaast afgebeeld, tonen het oudere, onversierde beslag.

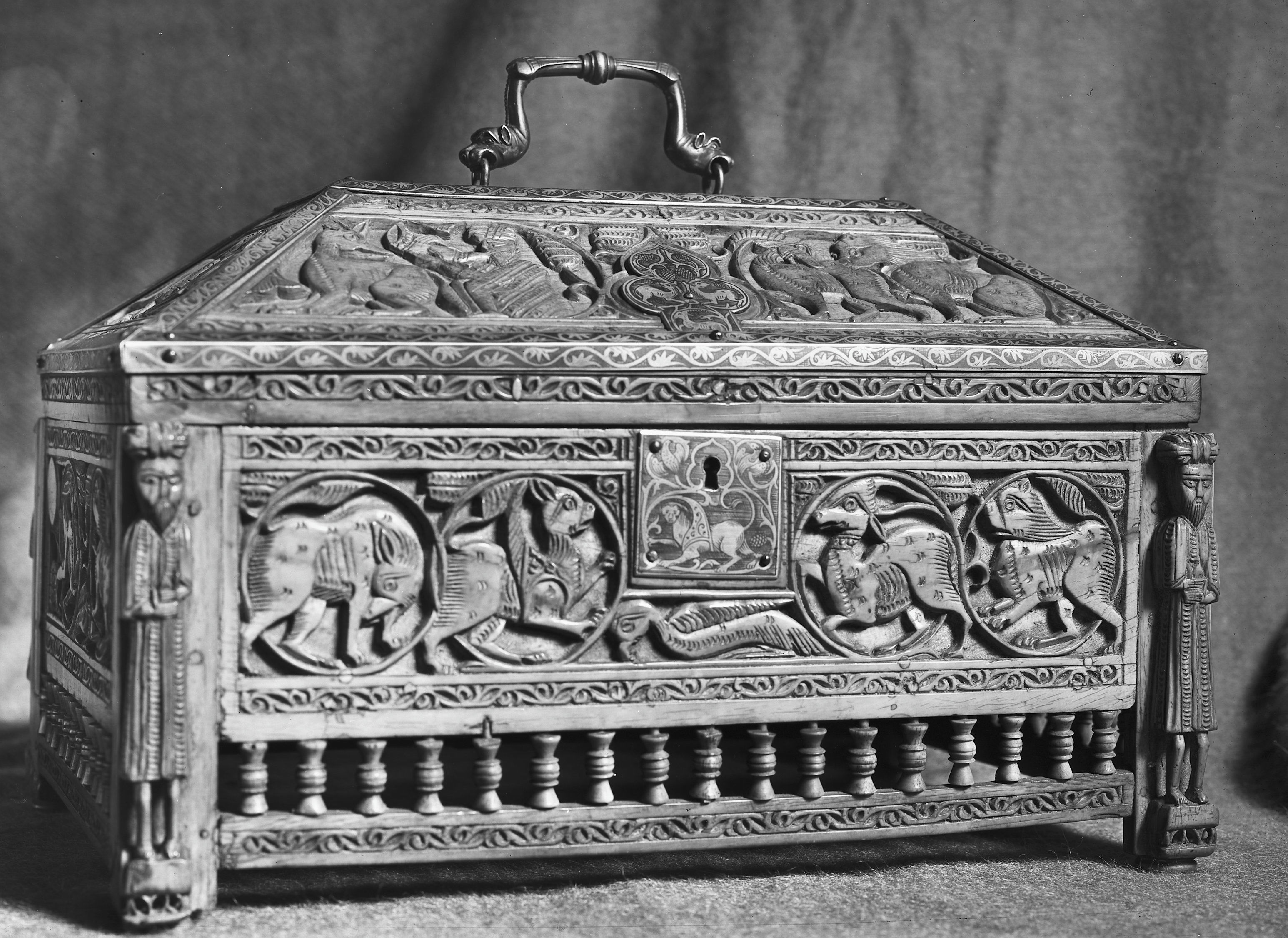
Het kistje met vernieuwd metaalbeslag, gefotografeerd in 1912

In 1872 verscheen de belangrijke publicatie van Bock en Willemsen over de kerkschatten in de voormalige Maastrichtse kapittelkerken, Die mittelalterlichen Kunst- und Reliquienschätze zu Maestricht, aufbewahrt in den ehemaligen Stiftskirchen des H. Servatius und Unser Lieber Frau (1872). Een jaar later verscheen een uitgebreidere Franstalige versie en weer een jaar later een samenvatting in het Nederlands van het gedeelte over de Sint-Servaaskerk. De publicaties zorgden voor een ommekeer in de waardering van het Maastrichts kerkelijk erfgoed, dat in de driekwart eeuw daaraan voorafgaand door oorlogsgeweld, maar ook door onwetendheid, grote verliezen had geleden. Aan het ivoren kistje ("Orientalisches Kästchen in Elfenbein, enthaltend Reliquien der hh. Bischöfe Valentinus und Candidus") besteedden de auteurs drie pagina's tekst en een gedetailleerde prent van M.A. Lambris (tekening) en M.R. Brend'amour (houtsnede). De in de titel genoemde relikwieën waren van Valentinus van Tongeren en Candidus van Maastricht, twee legendarische bisschoppen van Tongeren-Maastricht. Opmerkelijk is dat in de een jaar later verschenen Franstalige versie het kistje andere relieken blijkt te bevatten: de schedel van een van de compagnons van de heilige Gereon van Keulen (zie noot 1). In de verkorte Nederlandstalige versie uit 1874 wordt eveneens de schedel van een metgezel van Sint-Gereon vermeld, met de toevoeging dat dit reliek al in 1374 door het kapittel van de Keulse Sint-Gereonkerk aan dat van Sint-Servaas was geschonken. Wellicht vond de reliekenwisseling omstreeks 1873 plaats, nadat de Sint-Servaaskerk verguld houten reliekbustes had laten vervaardigen voor de relieken van Valentinus en Candidus.
Voor zover bekend is het ivoren reliekenkistje na Bock en Willemsen geen onderwerp van serieuze studie meer geweest, dit in tegenstelling tot een vergelijkbaar schrijntje in het Metropolitan Museum of Art, dat in minstens veertien wetenschappelijke publicaties wordt vermeld. Wel hebben studies naar vergelijkbare objecten uitgewezen dat de door Bock en Willemsen voorgestelde datering (dertiende eeuw) en ontstaanslocaties (Klein-Azië, Egypte) als achterhaald moeten worden beschouwd. In 2023/2024 was het kistje te zien in de tijdelijke tentoonstelling Het jaar 1000 in het Rijksmuseum van Oudheden te Leiden. Op het bijgeplaatste tekstbord was te lezen dat het "kistje met vlechtwerk en dieren" al vanaf de elfde eeuw in gebruik was als reliekschrijntje, hetgeen geenszins vaststaat.

## Beschrijving

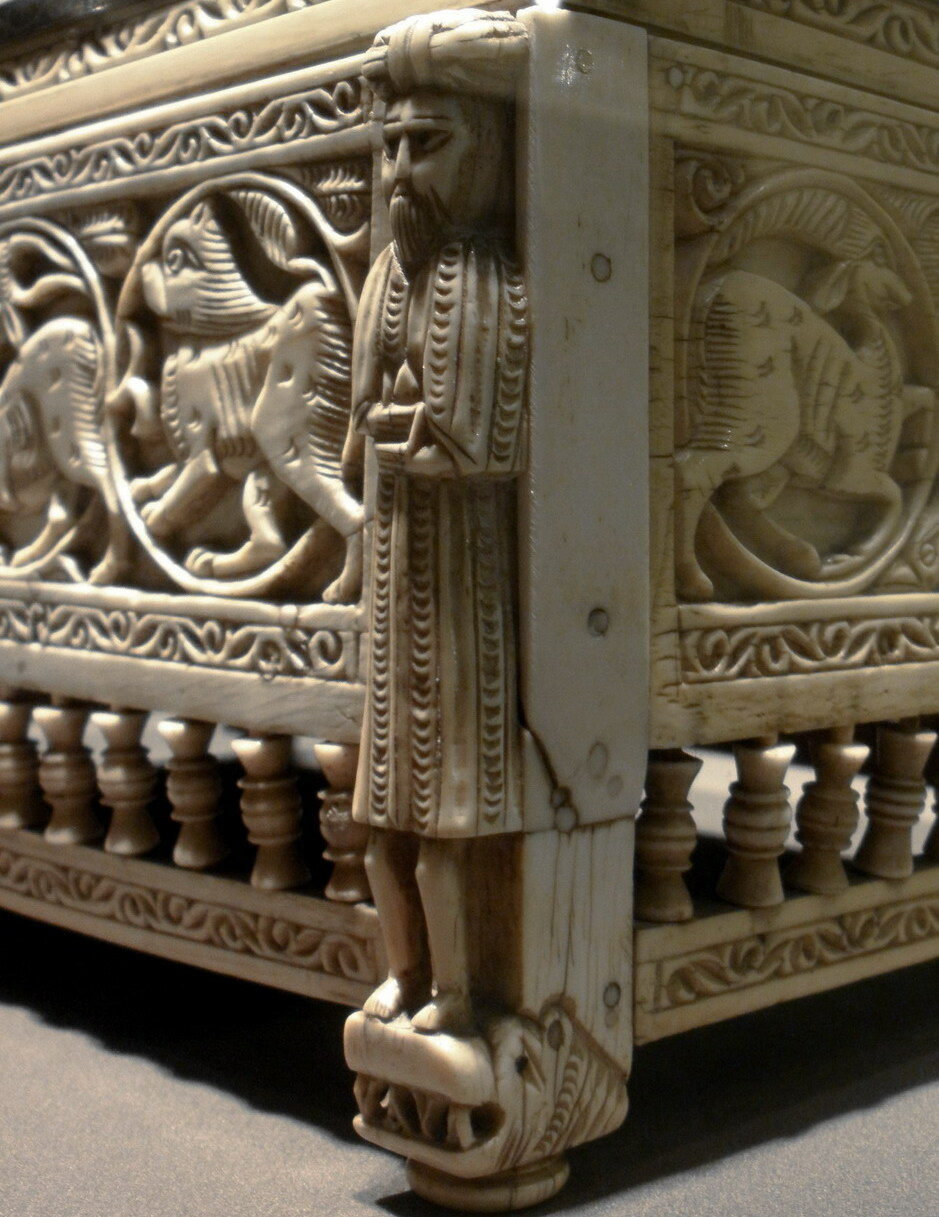
Hoekfiguur op monsterkop

Het bewerkte ivoren kistje in de Schatkamer van de Sint-Servaasbasiliek is 28 cm lang, 19 cm breed en 18 cm hoog (inclusief deksel). Het kistje heeft de vorm van een langwerpig huis met een afgeplat schilddak, een veel voorkomende vorm in de oosterse toegepaste kunst. Het is opgebouwd uit tien ivoren plaatjes: vijf voor het kistje zelf en vijf voor het deksel. De plaatjes zijn gesneden uit de lengte van een slagtand van een olifant, waarschijnlijk een Afrikaanse olifant, waardoor het oppervlak weinig textuur kent.
Negen van de tien ivoren plaatjes zijn bewerkt; de bodem van het kistje is onbewerkt. De reliëfs tonen dieren, die gevat zijn in cirkel- of ovaalvormige kaders, die op sierlijke wijze met elkaar verbonden zijn. Soms treedt een achterpoot buiten de cirkel, waarmee beweging wordt gesuggereerd. Sommige dieren op het deksel zijn niet gevat in een kader. Te herkennen zijn onder andere: diverse vogelsoorten, hazen, steenbokken, een olifant, een leeuw die een steenbok aanvalt, en een sfinx omgeven door twee adelaars. Een afbeelding van een man met een jachthoorn op het deksel wekt de indruk dat hier jachttaferelen zijn afgebeeld. Zowel aan de boven- als onderzijde van de 7 cm brede figuratieve band lopen smallere banden met arabesken. Opvallende elementen zijn verder de langs de onderrand doorlopende 'balustrade', opgebouwd uit cilindervormige, ingesnoerde balusters, en de vier hoekfiguren: oriëntaals uitziende baardige mannen in halflange tunieken met tulbanden, staande op monsterachtige dierenkoppen.
Het omstreeks 1872 vernieuwde zilverbeslag in niëllotechniek toont arabesken, bladranken en dierfiguren, die voor een deel rechtstreeks ontleend zijn aan het ivoorsnijwerk. Voorheen bestond het beslag uit onbewerkt messing, maar het is mogelijk dat dit niet het oorspronkelijke metaalbeslag was. De vorm van de twee scharnieren, het sluitmechanisme en het handvat is deels bepaald door in het ivoor uitgespaarde vlakken met opstaande randjes.

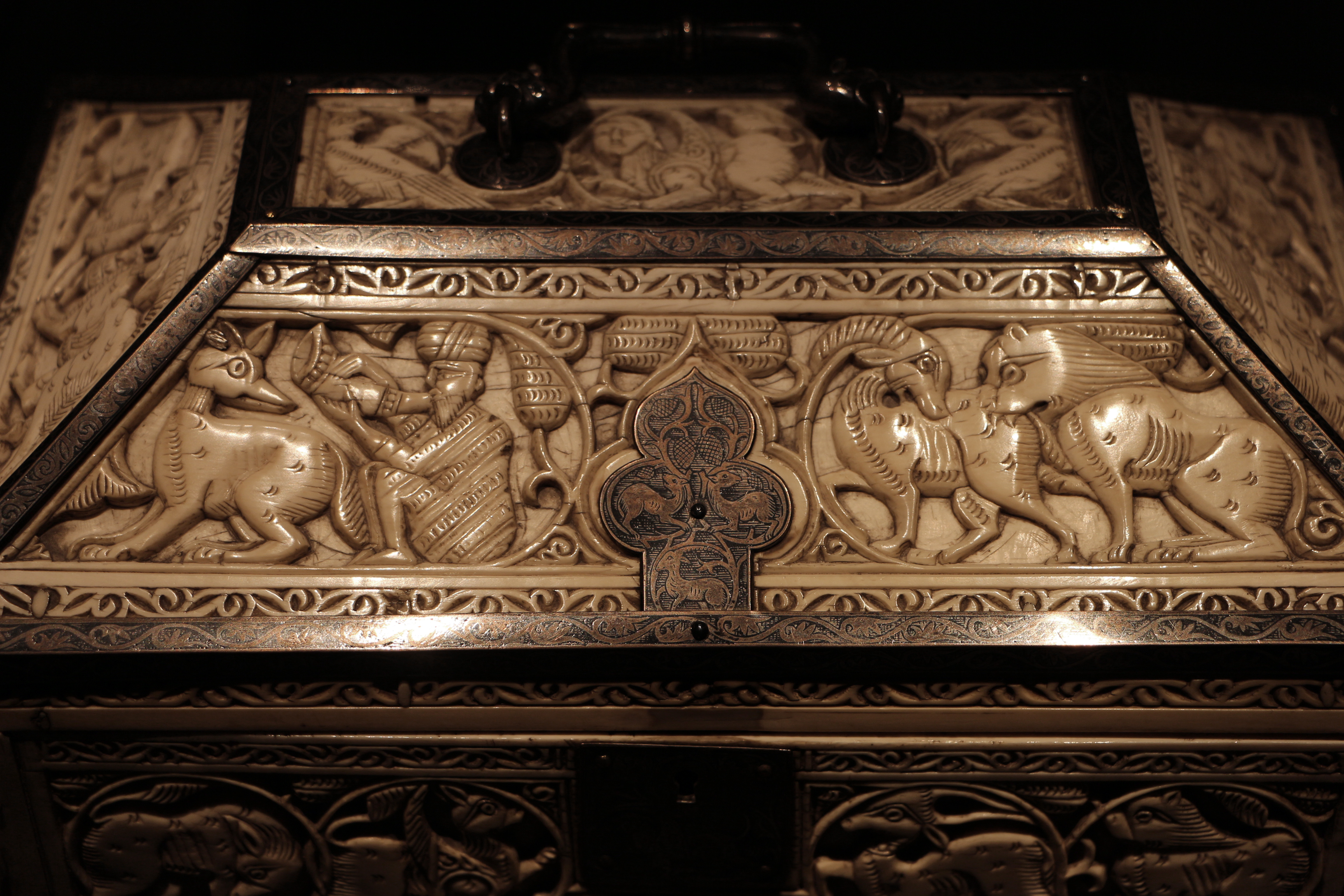
Voorzijde deksel
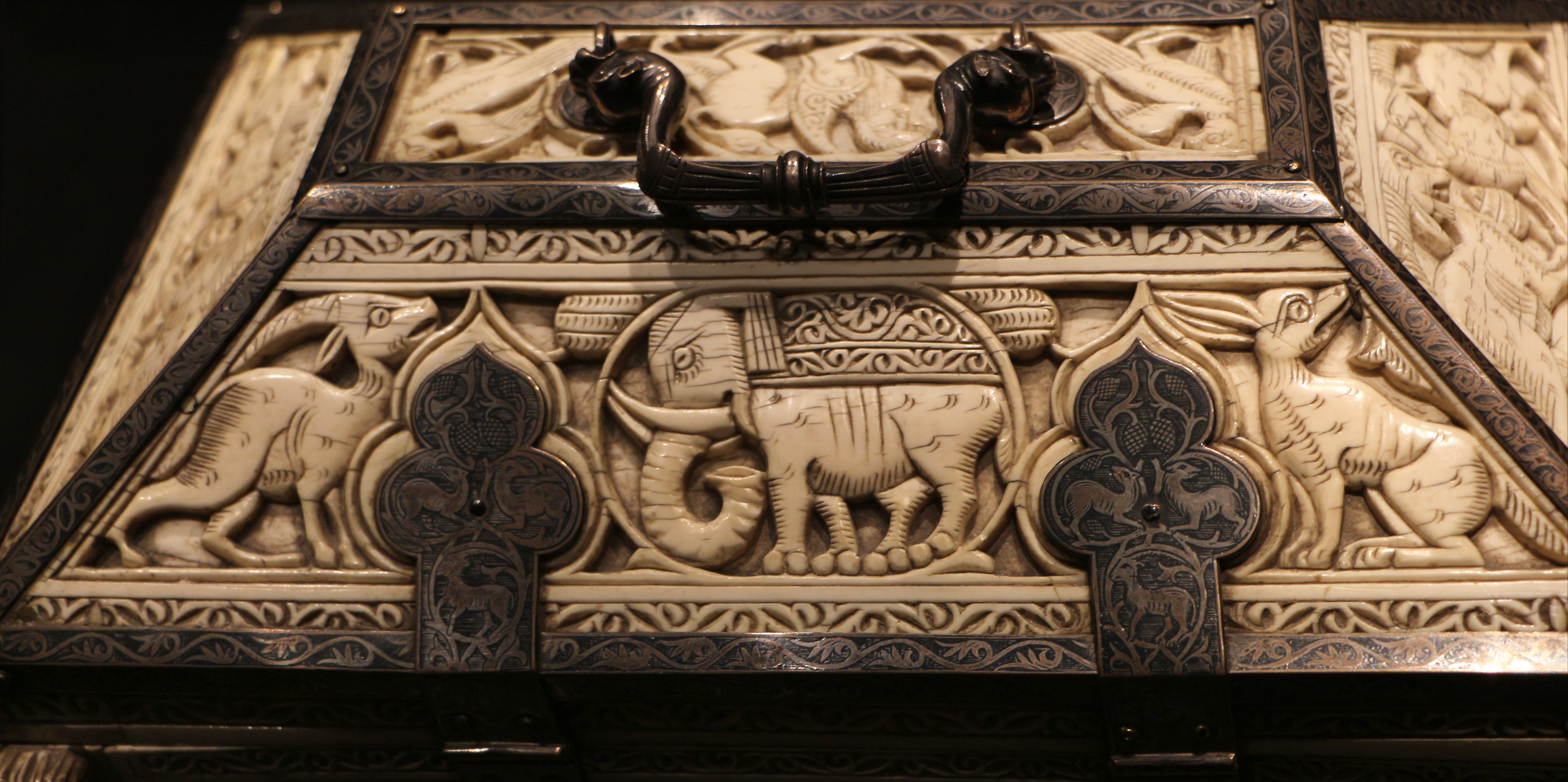
Achterzijde, deksel
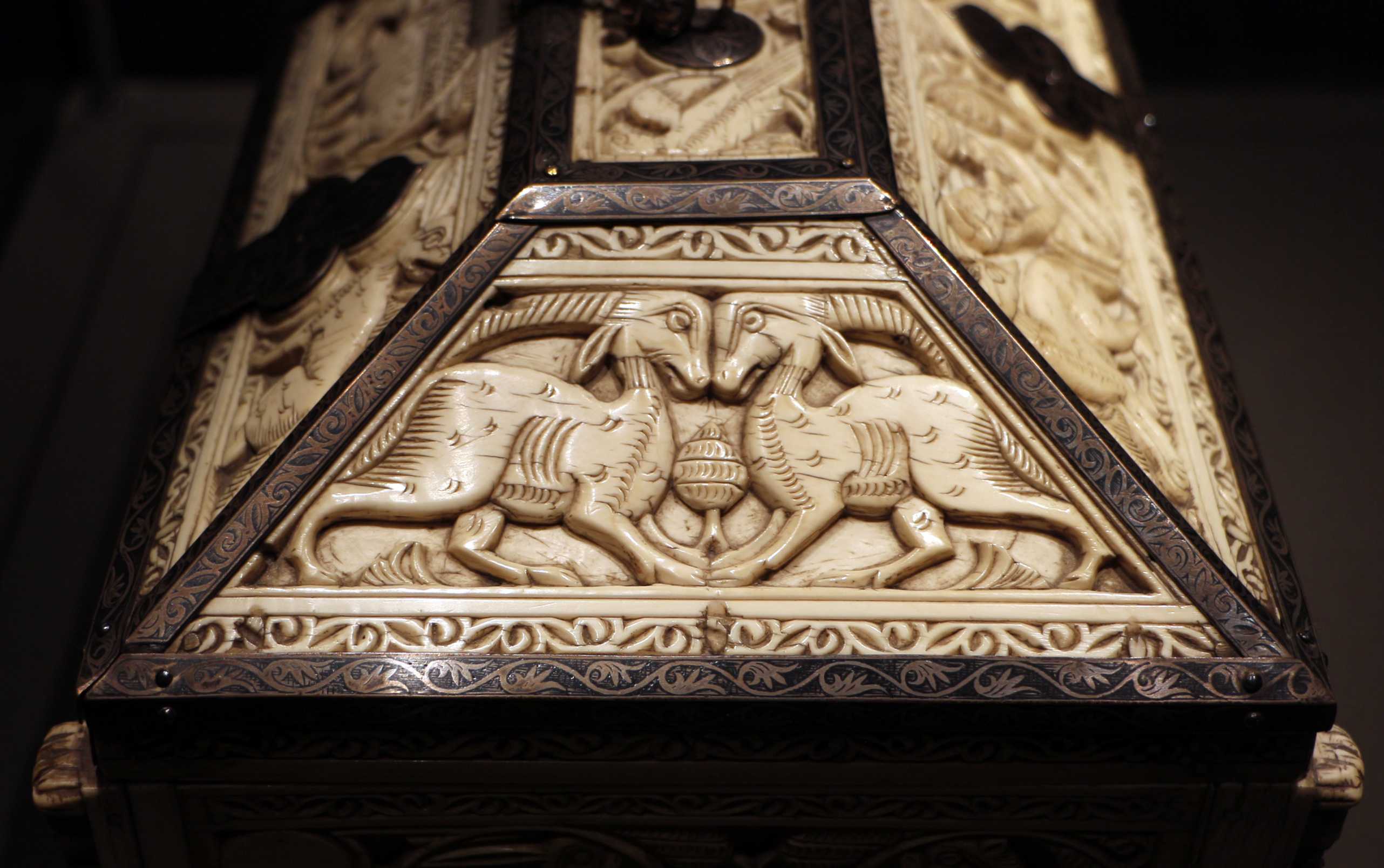
Linkerzijde deksel
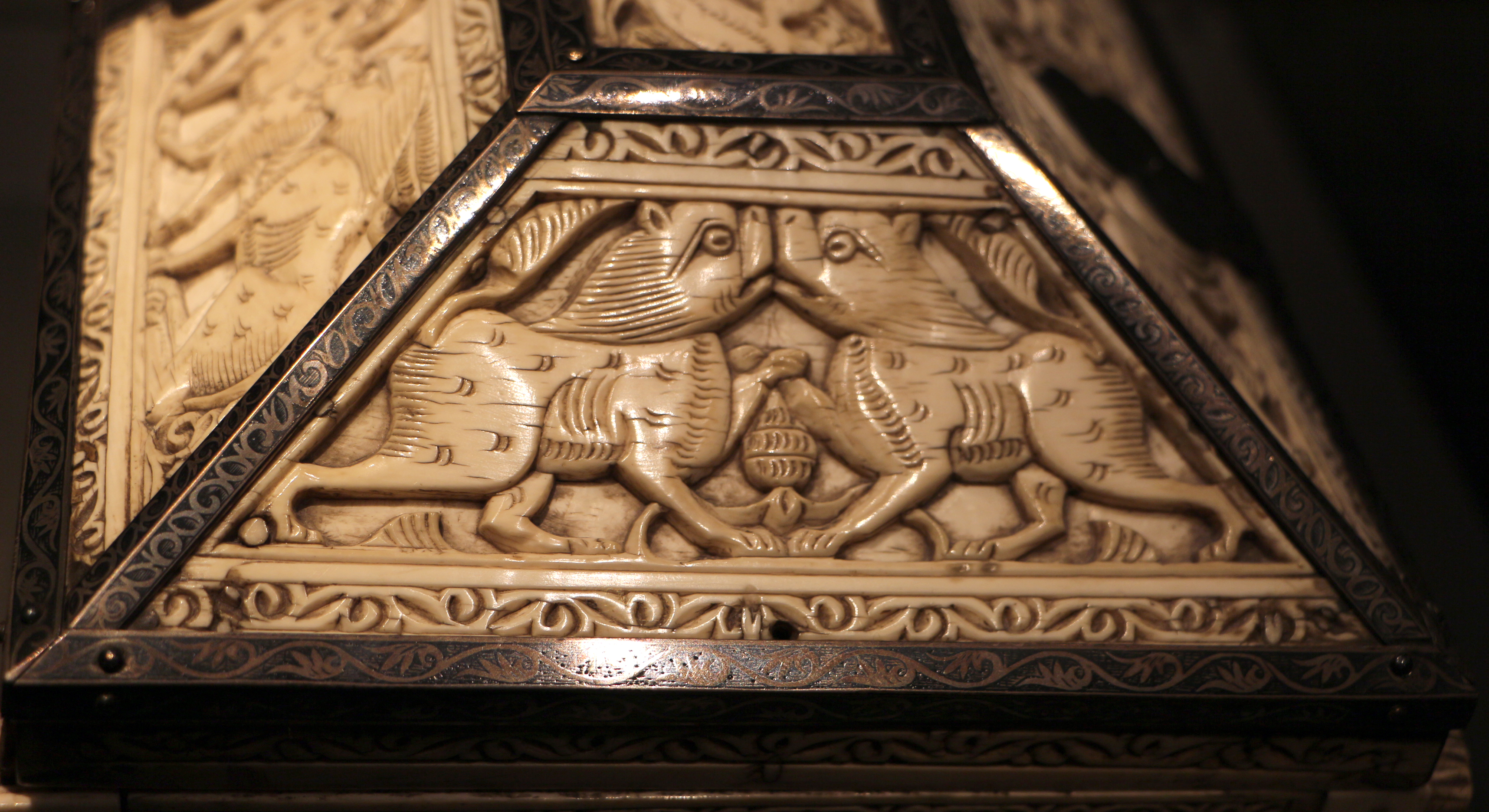
Rechterzijde deksel
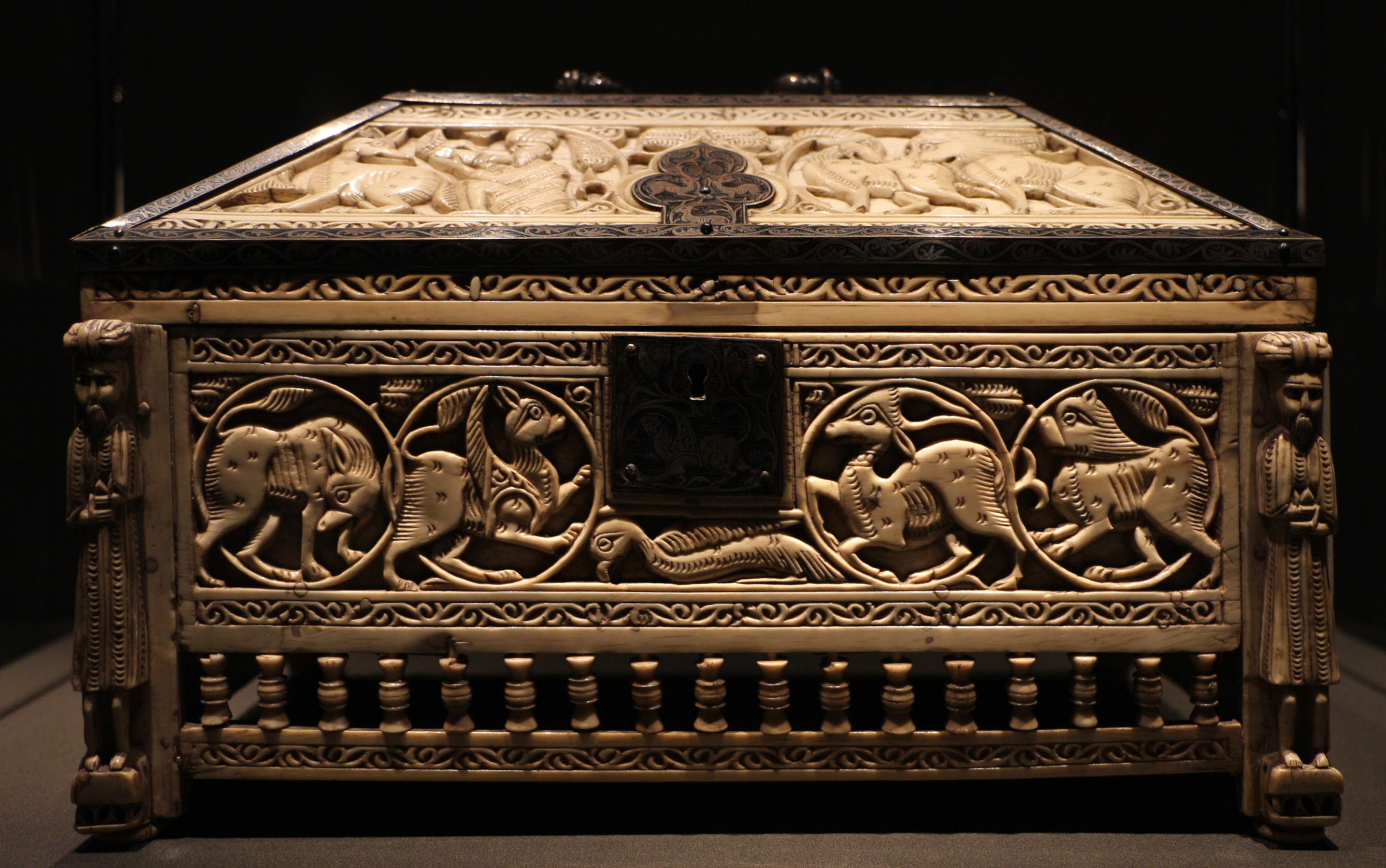
Voorzijde
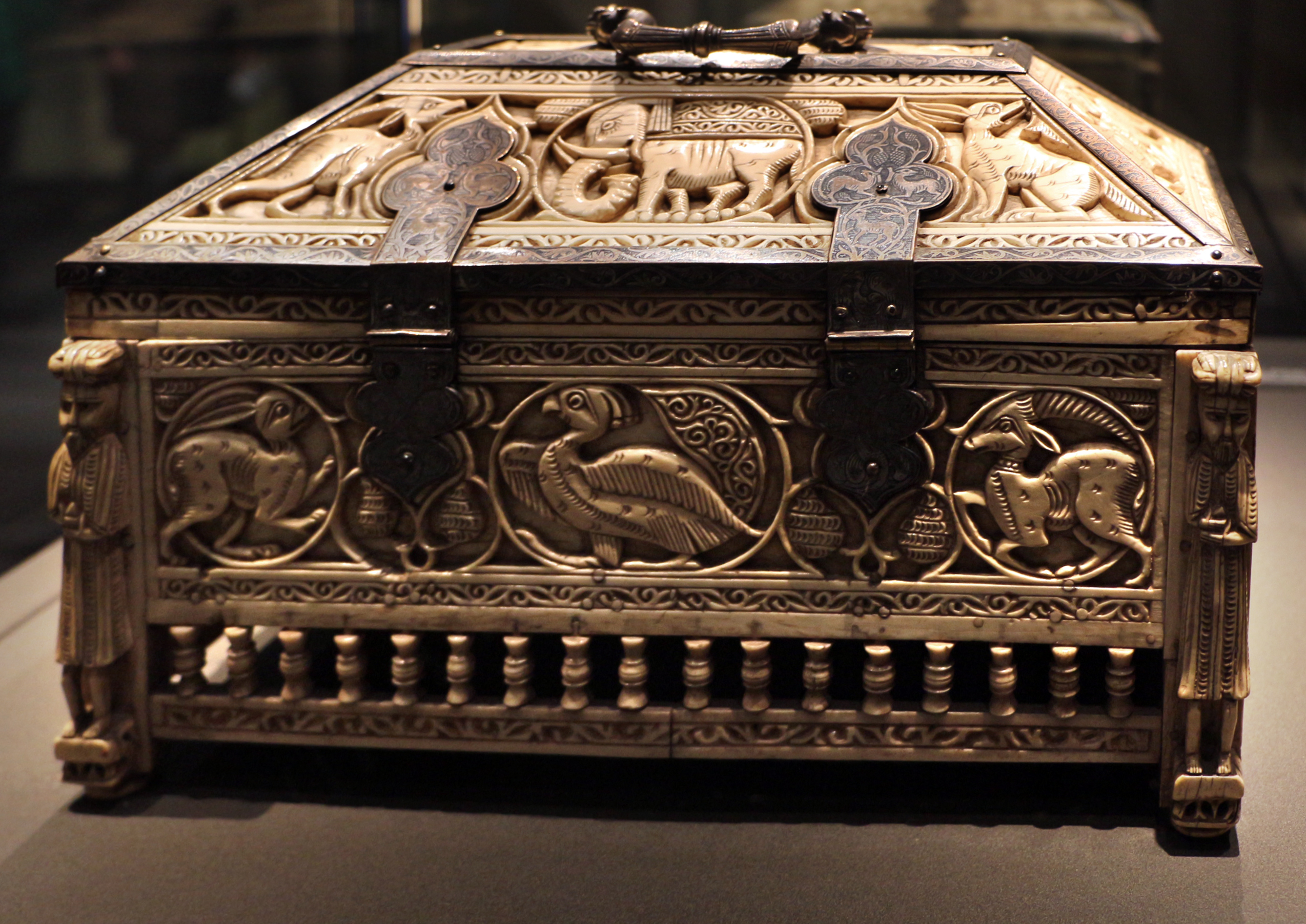
Achterzijde
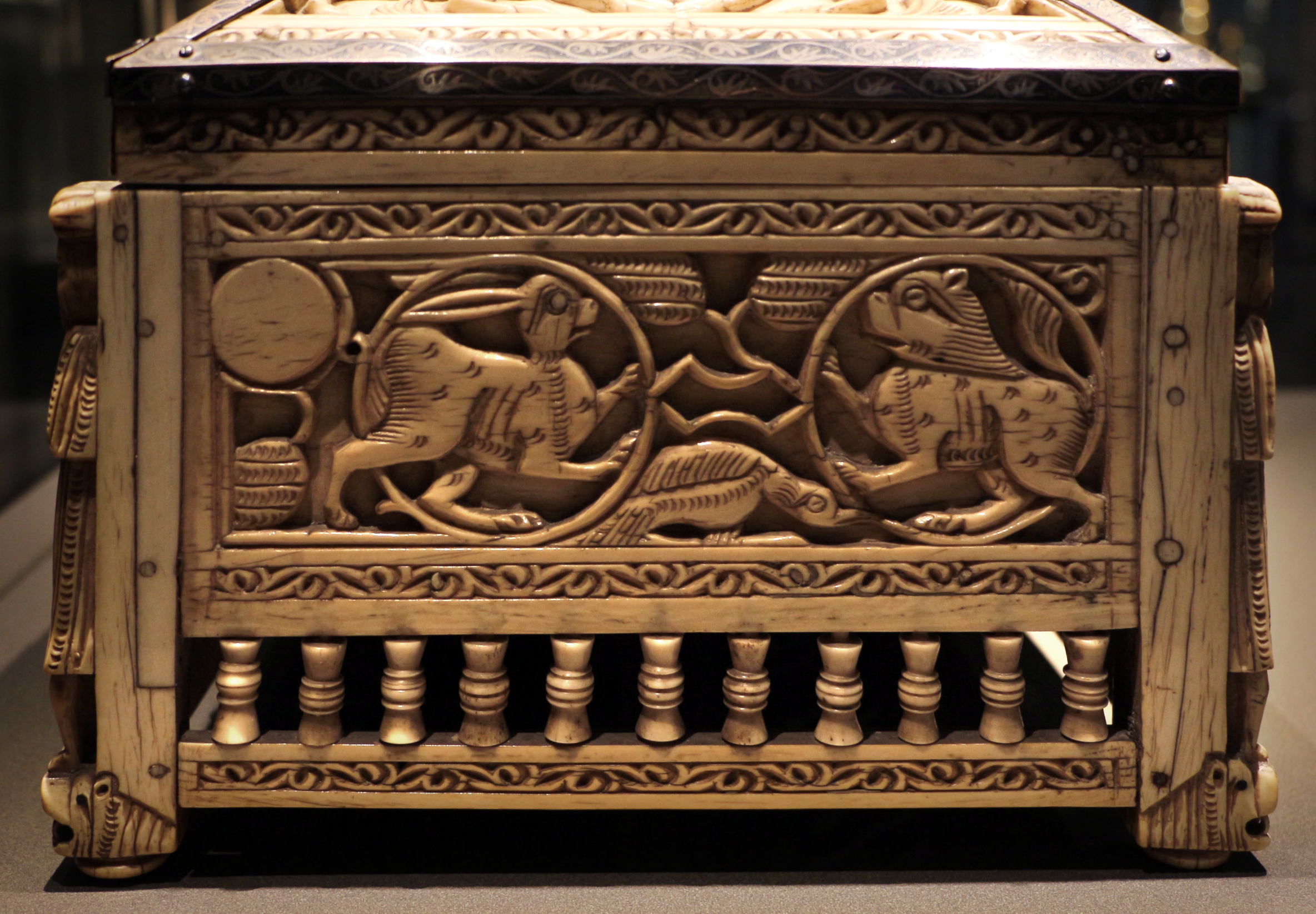
Linkerzijde
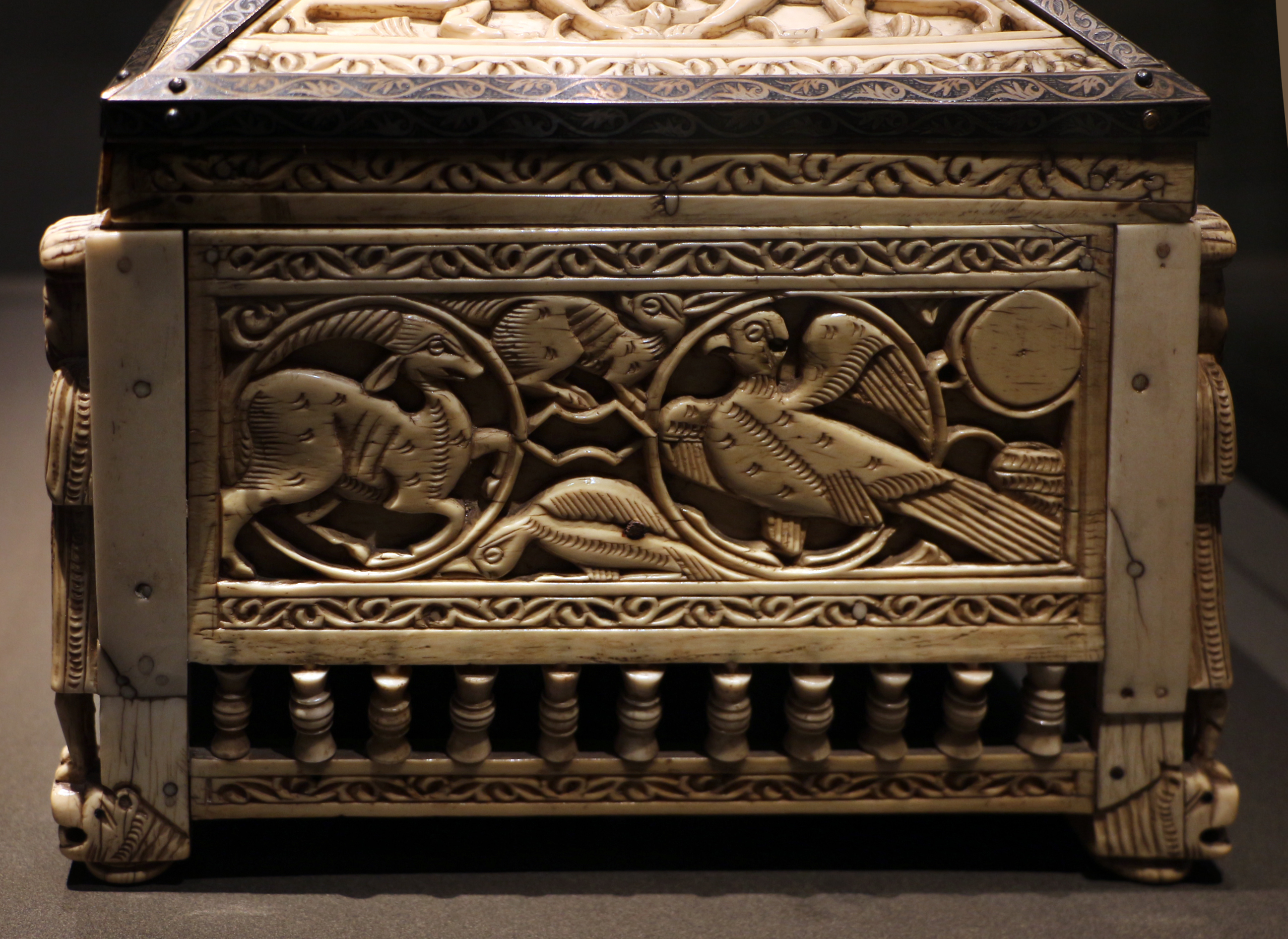
Rechterzijde

## Kunsthistorische vergelijking
Het ivoren kistje van de Sint-Servaasbasiliek is uniek in de wereld; er bestaat geen tweede exemplaar van. Wel zijn er twee of drie kistjes, en ook enkele andere objecten, die veel lijken op het Maastrichtse exemplaar, mogelijk uit hetzelfde atelier afkomstig zijn, of zelfs door dezelfde ivoorsnijder zijn vervaardigd.

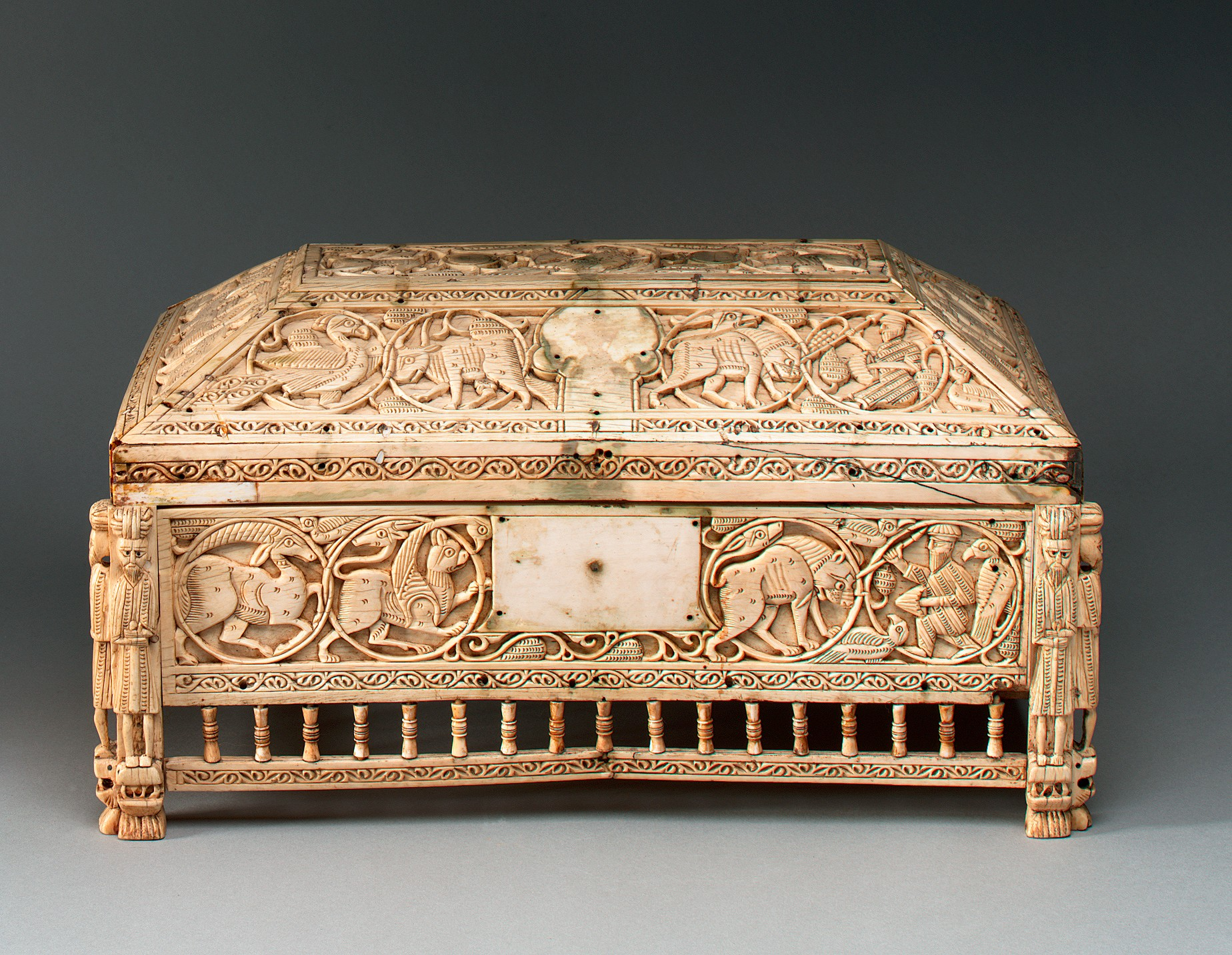
"Morgan casket", Metropolitan Museum of Art, New York

De meeste overeenkomsten met het Maastrichtse schrijn vertoont de zogenaamde Morgan Casket, genoemd naar de verzamelaar J.P. Morgan, in het Metropolitan Museum of Art in New York (objectnr. MET 17.190.241). Het schrijn is weliswaar groter (39 × 20 × 22 cm) dan het Maastrichtse exemplaar, maar de vlakindeling en de afgebeelde dieren en mensen zijn vrijwel identiek. De kwaliteit van het snijwerk wordt in de museumcatalogus beschreven als "exceptioneel, in vergelijking met soortgelijke werken". Opvallende verschillen zijn de dubbele figuren op de hoeken en het ontbreken van het metaalbeslag. De herkomst is onbekend. Mogelijk is het kistje afkomstig uit een Belgische kerkschat. De oudste vermelding is in een Brusselse tentoonstellingscatalogus uit 1880, toen het voorwerp eigendom was van G. Vermeersch, lid van het Musée Royal d'Antiquités de Bruxelles.
Een ander vergelijkbaar kistje bevindt zich in het Museum für Islamische Kunst, onderdeel van het Pergamonmuseum in Berlijn (objectnr. 
K 3101). Ook dit schrijn is groter dan het Maastrichtse (39 × 23 × 17 cm). In het oog springende verschillen zijn het ontbreken van de hoekfiguren en de 'balustrade' langs de onderrand. Van het metaalbeslag resteren alleen de scharnieren aan de achterkant. Het museum dateert het kistje in de elfde eeuw en vermeldt als herkomstgebied Sicilië. Waarschijnlijk bevond het zich tot eind achttiende eeuw in de schatkamer van de Dom van Speyer.
In het Victoria and Albert Museum in Londen bevindt zich een ivoren kistje (objectnr. 10-1866) dat op het eerste gezicht weinig overeenkomsten lijkt te hebben met de hierboven genoemde exemplaren. Dat komt vooral door het vrij dominante zilverbeslag uit de zeventiende of achttiende eeuw. Het ivoorsnijwerk is echter wel degelijk verwant met de eerder genoemde voorbeelden. Naast dieren zijn hier ook musicerende mensenparen afgebeeld. Het geheel ademt een vrediger karakter uit dan de jachtscènes op de andere schrijnen. Het museum plaatst het ontstaan van het voorwerp in het eerste kwart van de elfde eeuw in het kalifaat Córdoba, Spanje. Die conclusie lijkt vooral ingegeven door de verwantschap met een soortgelijk kistje in Pamplona, maar mogelijk ook vanwege de aankoop door een Engelse verzamelaar in 1866 in León.
Naast de opgesomde schrijnen bestaan er bewerkte "olifanten" (natuurhoorns gemaakt van olifantenslagtand), waarvan de decoraties opvallende gelijkenissen tonen met die van de kistjes. Exemplaren bevinden zich onder andere in het Museum für Islamische Kunst in Berlijn, het Louvre in Parijs, het Victoria & Albert Museum in Londen, het National Museum of Scotland in Edinburgh en het Walters Art Museum in Baltimore.
Enigszins verrassend is de overeenkomst met enkele iconische kapitelen in de Visigotisch-mozarabische kerk van San Pedro de la Nave in de provincie Zamora in noordwest-Spanje. Vooral de reliëfs op de abacus van de kapitelen met onder andere vogels in cirkelvormige, met elkaar verbonden kaders, doen een verband vermoeden met de eerder beschreven kunstvoorwerpen.

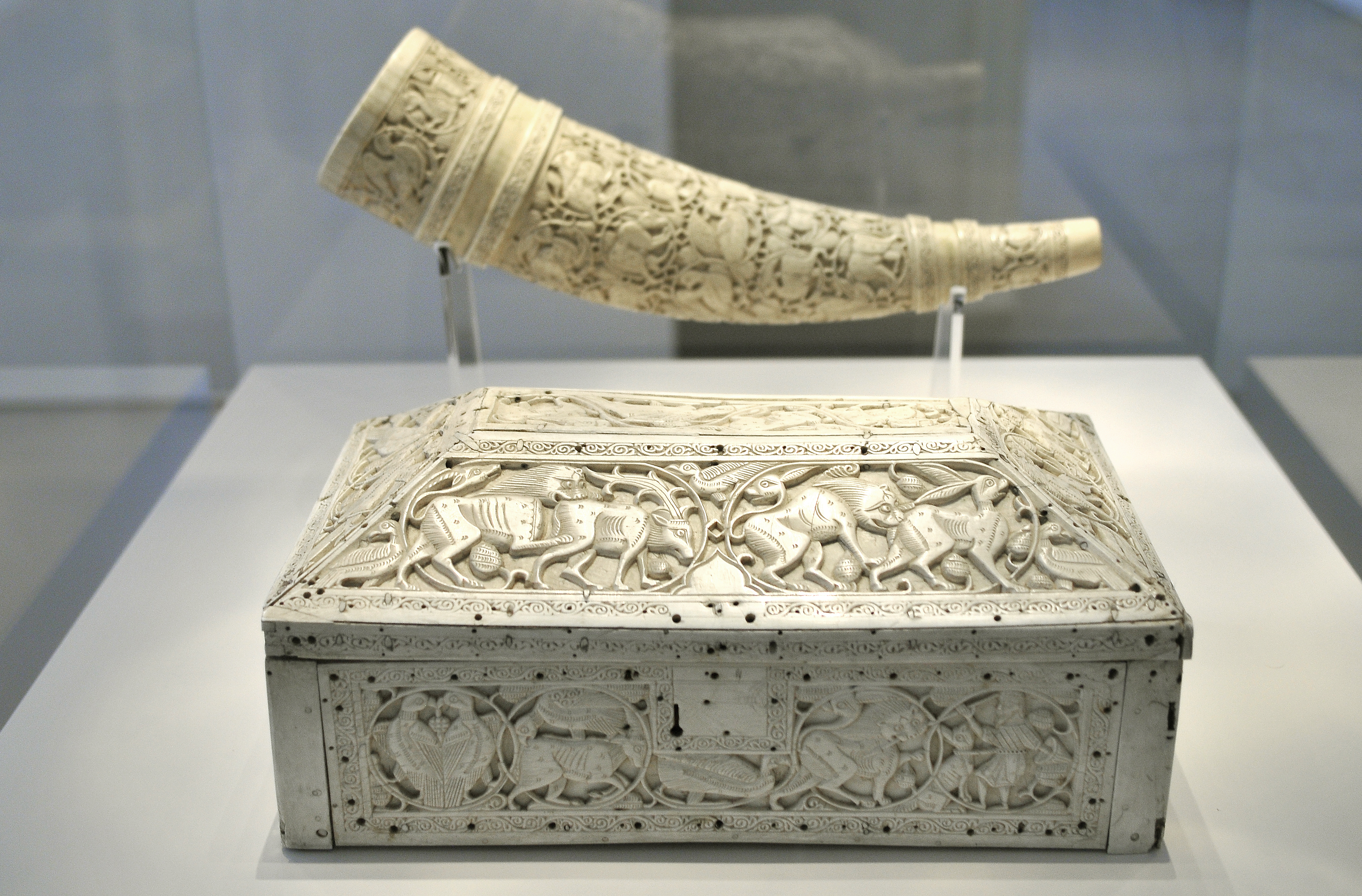
Kistje en "olifant", Museum für Islamische Kunst, Berlijn
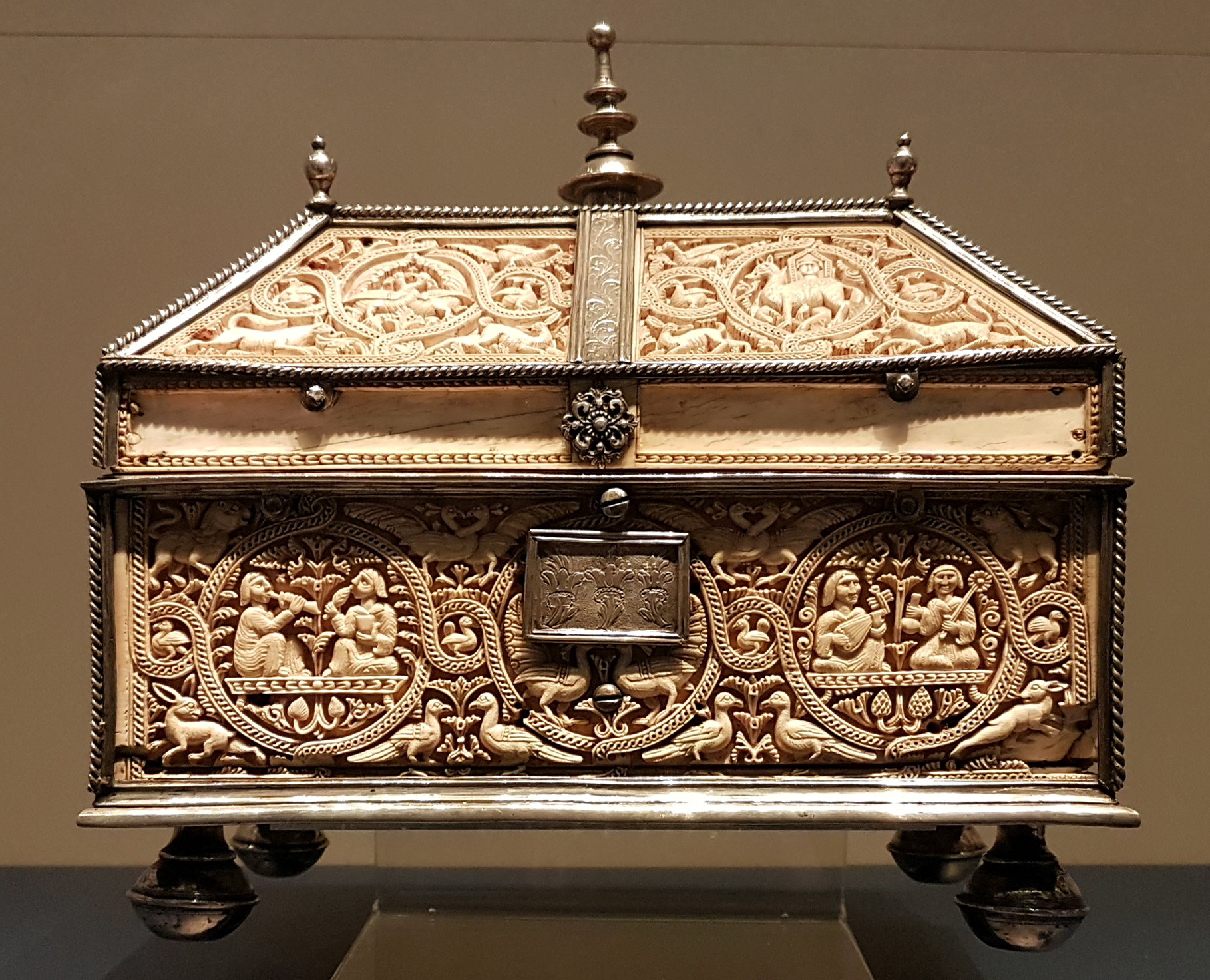
Schrijn, Victoria & Albert Museum, Londen
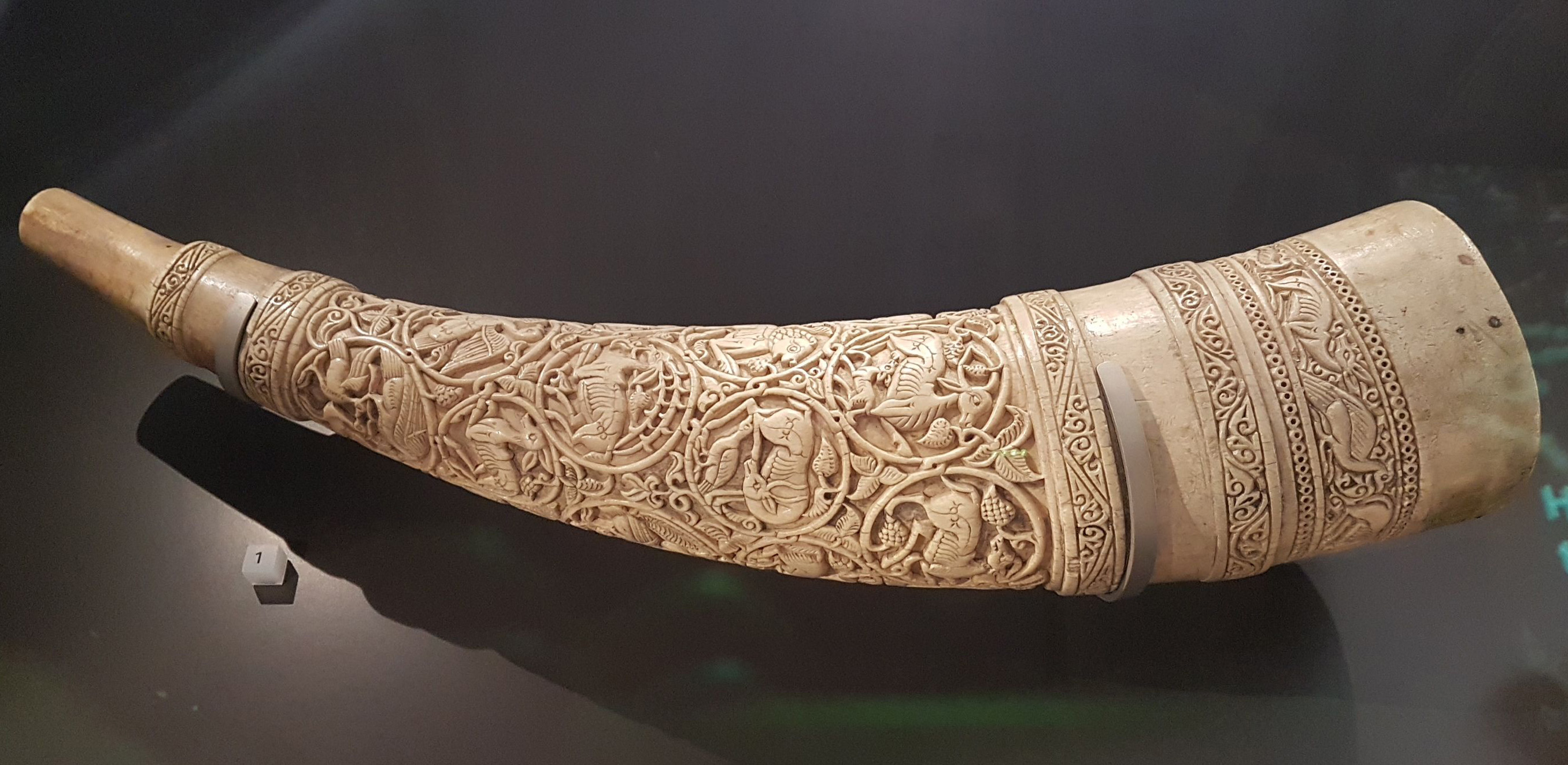
"Olifant", National Museum of Scotland, Edinburgh
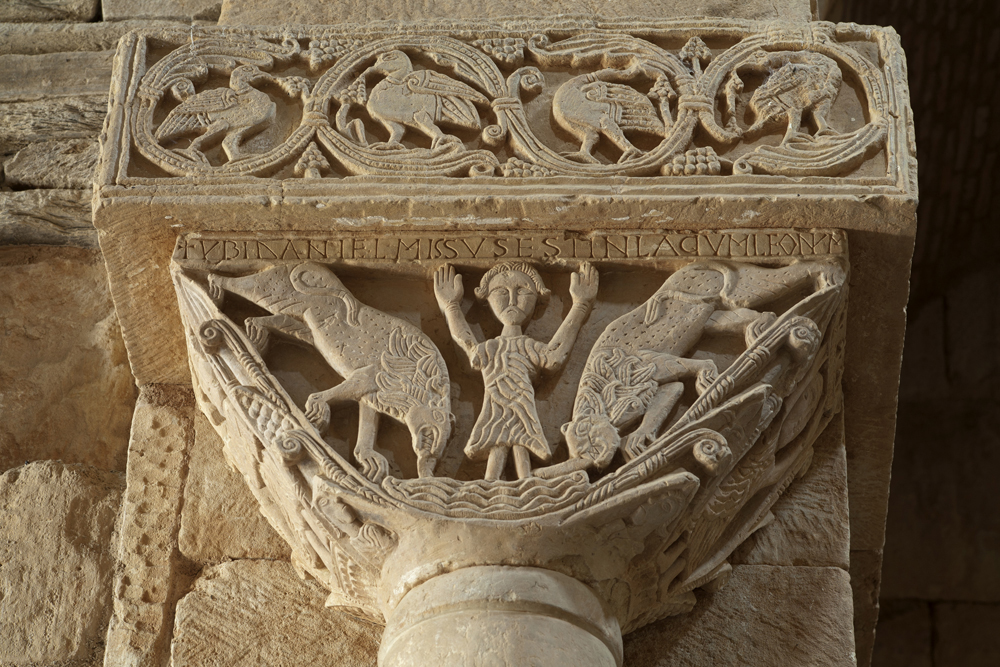
Kapiteel San Pedro de la Nave, Zamora